# Vzdušnica
Vzdušnica ali traheja (latinsko trachea) je cevasta struktura, del sistema dihal pri nekaterih členonožcih.
Morfološko so vzdušnice invaginacije povrhnjice (integumenta), ki največkrat tvorijo razvejano omrežje v telesu. Na površje se odpira v obliki majhnih parnih luknjic (spiraklov) na boku živali, vzdušnice se nato razvejujejo v vedno ožje cevke in slepo končajo z najožjimi (tem pravimo traheole), ki vodijo do posameznih celic. To so ločene celice s tanko steno in napolnjene s tekočino, kar omogoča izmenjavo kisika in ogljikovega dioksida med celicami in zrakom. Izmenjava poteka po principu difuzije - prehajanja snovi iz območja z višjo koncentracijo v območje z nižjo koncentracijo (podobno kot v pljučnih mešičkih pri človeku).
Vzdušnice imajo krempljičarji (Onychophora) in vsaj del kopenskih predstavnikov vseh glavnih skupin členonožcev, zato so se ti organi verjetno razvili večkrat ločeno. Nekateri pajkovci, enakonožni raki in večina strig ter žuželk imajo razvejano omrežje vzdušnic. Enostavnejšo obliko najdemo pri večini dvojnonog, ki imajo skupine nerazvejanih vzdušnic v vsakem telesnem členu, in tiponožcih (Protura), pri katerih se nerazvejane vzdušnice začenjajo samo v oprsju. Po prisotnosti vzdušnic so nekoč združevali te organizme v skupino vzdušničarjev (Tracheata).
Najbolj raziskan je sistem vzdušnic pri žuželkah. Pri njih pretok zraka regulirajo loputam podobne strukture blizu dihalnic (spiraklov), ki lahko zaprejo vzdušnico. Najdebelejše vzdušnice so ojačane s hitinom v obliki obročev ali spirale, ki preprečujejo deformacijo cevi med gibanjem. Mnoge žuželke imajo v sistemu območja brez hitina, kjer se lahko stena vzdušnic razteza in tvori zračne mešičke. Ti delujejo kot zaloga kisika za najbolj vroča obdobja dneva, ko bi z dihanjem žival izgubila preveč vode, in pri nekaterih vodnih žuželkah med potapljanjem. Zaradi hitina, ki ni raztegljiv, se morajo ti deli vzdušnic med rastjo leviti hkrati z zunanjim skeletom.
Pri manjših žuželkah je sama difuzija dovolj za oskrbo telesa s kisikom, večje pa morajo prezračevati sistem, posebej pri višjih temperaturah ali po močnejši fizični aktivnosti. To dosežejo z ritmičnim krčenjem zadka in zapiranjem posameznih spiraklov.